# Општина Скриоаштеа (Телеорман)
Скриоаштеа (рум. Scrioaştea) општина је у Румунији у округу Телеорман.
Oпштина се налази на надморској висини од 97 m.